# Cykling vid olympiska sommarspelen 1976
Cykling under olympiska sommarspelen 1976 i Montréal innehöll två discipliner: landsvägscykling och bancykling. Endast herrar tävlade. Det 2000 meter långa tandemloppet som funnits på det olympiska programmet sedan 1908 togs bort till detta OS.

## Resultat
6 olika grenar arrangerades och avgjordes i landsvägscykling och bancykling.

### Medaljtabell
| Pl.    | Nation          | Guld | Silver | Brons | Totalt |
| ------ | --------------- | ---- | ------ | ----- | ------ |
| 1      | Västtyskland    | 2    | 0      | 0     | 2      |
| 2      | Sovjetunionen   | 1    | 1      | 0     | 2      |
| 3      | Östtyskland     | 1    | 0      | 2     | 3      |
| 4      | Tjeckoslovakien | 1    | 0      | 0     | 1      |
| 4      | Sverige         | 1    | 0      | 0     | 1      |
| 6      | Polen           | 0    | 1      | 1     | 2      |
| 7      | Belgien         | 0    | 1      | 0     | 1      |
| 7      | Frankrike       | 0    | 1      | 0     | 1      |
| 7      | Italien         | 0    | 1      | 0     | 1      |
| 7      | Nederländerna   | 0    | 1      | 0     | 1      |
| 11     | Danmark         | 0    | 0      | 2     | 2      |
| 12     | Storbritannien  | 0    | 0      | 1     | 1      |
| Totalt | Totalt          | 6    | 6      | 6     | 18     |

## Medaljörer

### Landsvägscykling
| Event                              | Guld                                                                              | Silver                                                                      | Brons                                                      |
| Herrarnas linjelopp Detaljer...    | Bernt Johansson Sverige                                                           | Giuseppe Martinelli Italien                                                 | Mieczysław Nowicki Polen                                   |
| Herrarnas lagtempolopp Detaljer... | Sovjetunionen Aavo Pikkuus Valerij Tjaplygin Anatolij Tjukanov Vladimir Kaminskij | Polen Ryszard Szurkowski Tadeusz Mytnik Mieczysław Nowicki Stanisław Szozda | Danmark Jørn Lund Verner Blaudzun Gert Frank Jørgen Hansen |

### Bancykling
| Event                                | Guld                                                                | Silver                                                                        | Brons                                                              |
| Herrarnas förföljelse Detaljer...    | Gregor Braun Västtyskland                                           | Herman Ponsteen Nederländerna                                                 | Thomas Huschke Östtyskland                                         |
| Herrarnas lagförföljelse Detaljer... | Västtyskland Peter Vonhof Gregor Braun Hans Lutz Günther Schumacher | Sovjetunionen Viktor Sokolov Vladimir Osokin Aleksandr Perov Vitalij Petrakov | Storbritannien Ian Hallam Ian Banbury Michael Bennett Robin Croker |
| Herrarnas sprint Detaljer...         | Anton Tkáč Tjeckoslovakien                                          | Daniel Morelon Frankrike                                                      | Jürgen Geschke Östtyskland                                         |
| Herrarnas tempolopp Detaljer...      | Klaus-Jürgen Grünke Östtyskland                                     | Michel Vaarten Belgien                                                        | Niels Fredborg Danmark                                             |